# Paul Ronan
Paul Anthony Ronan (Dublino, 21 marzo 1965) è un attore irlandese.

## Biografia
Ronan è stato un attore televisivo e cinematografico dalla metà degli anni '90, in particolare come Edso Dowling nella serie TV Ballykissangel. Altre apparizioni includono Rebel Heart e I Tudors. Nel 1992, Paul Anthony Ronan ha sposato Monica Brennan. Hanno una figlia attrice, Saoirse Ronan.

## Filmografia parziale

### Cinema
- Infedeli per sempre, regia di Paul Mazursky (1996)
- L'ombra del diavolo (The Devil's Own), regia di Alan J. Pakula (1997)
- The Boxer, regia di Jim Sheridan (1997)
- Un perfetto criminale (Ordinary Decent Criminal), regia di Thaddeus O'Sullivan (2000)
- L'uomo senza legge (The Escapist), regia di Gillies MacKinnon (2002)
- Veronica Guerin - Il prezzo del coraggio, regia di Joel Schumacher (2003)
- Nothing Personal, regia di Urszula Antoniak (2009)
- Come vivo ora (How I Live Now), regia di Kevin Macdonald (2013)
- Gli ultimi fuorilegge (Never Grow Old), regia di Ivan Kavanagh (2019)

### Televisione
- New York Undercover - serie TV (1998)
- Ballykissangel - serie TV (2001)
- The Clinic - serie TV (2003)
- I Tudors - serie TV (2009)
- Love/Hate - serie TV (2014)